# San Vicente de la Barquera

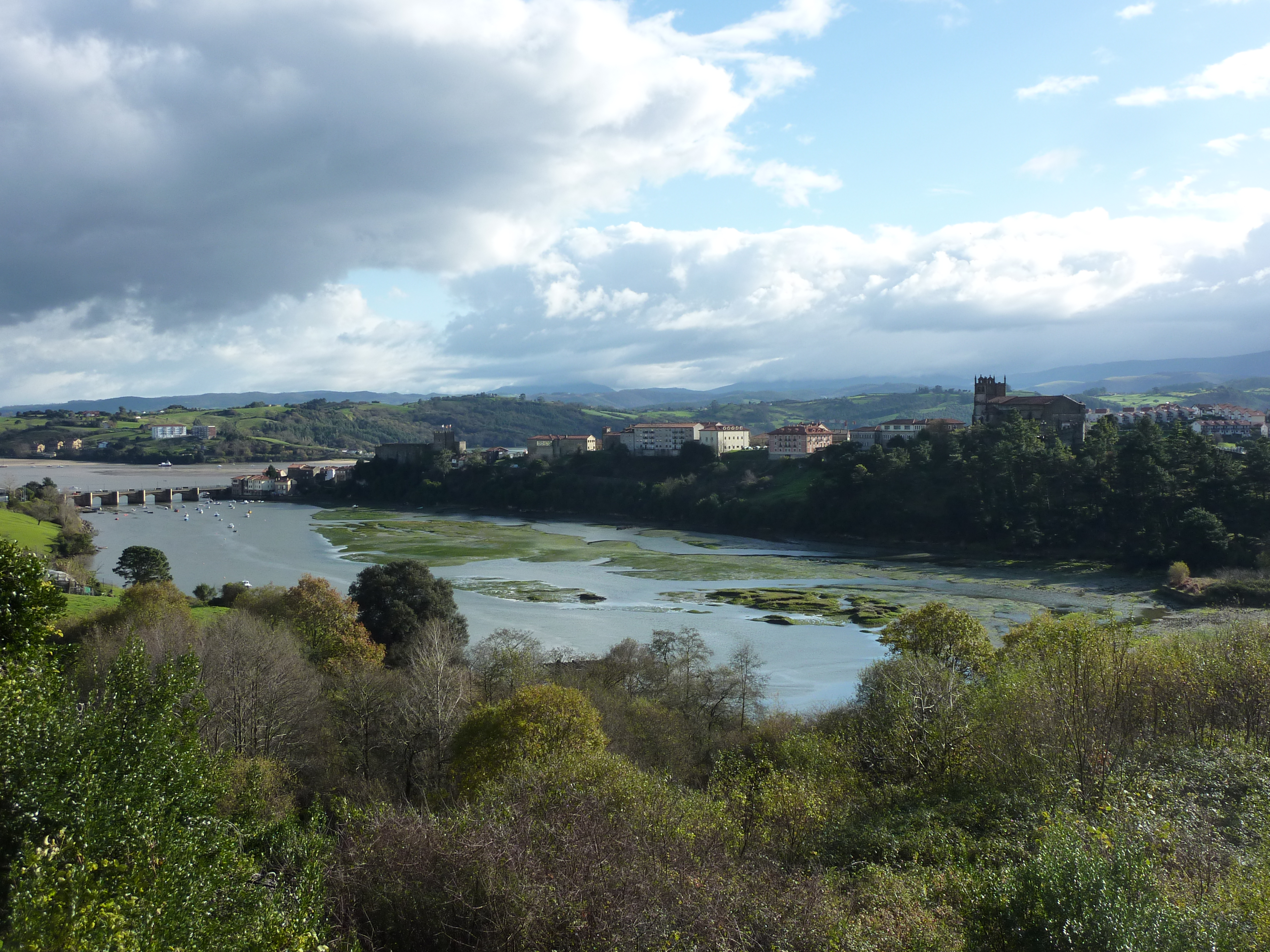
Ría del fiume Escudo e comune di San Vicente

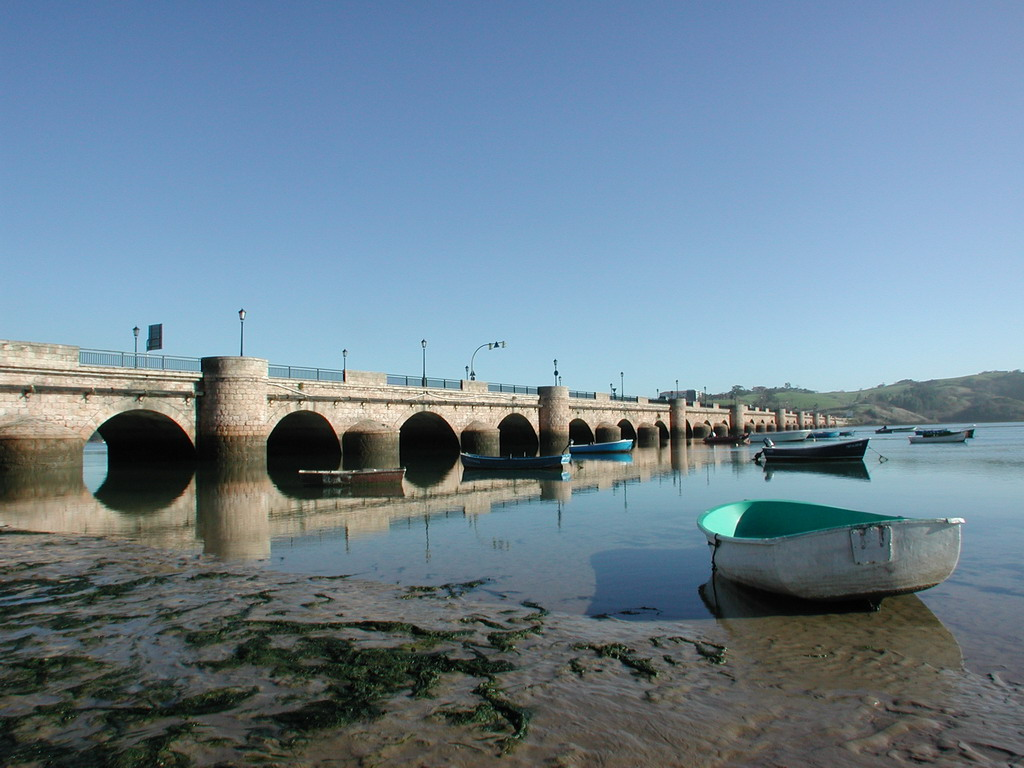
Ponte di San Vicente de la Barquera

San Vicente de la Barquera è un comune spagnolo di 4 532 abitanti situato nella comunità autonoma della Cantabria sulla costa occidentale della penisola iberica con l'importante porto di pesca del capoluogo sulla Ria de San Vicente, costituita dagli estuari dei fiumi Rubin e Pombo che cingono la collina nella quale sorge la vecchia città medievale che presenta ancora parte delle mura originarie. I suoi abitanti si distinsero sia nella Reconquista che nelle spedizioni a Terranova.
L'economia di San Vicente si basa principalmente sulla pesca, sui servizi, sull'attività portuale e sul turismo.

## Storia
Come attestato dai ritrovamenti archeologici, tutta la zona fu abitata sin dalla preistoria, vi furono poi anche i Romani, e si pensa che l'antica Evencia sorgesse proprio dove si trova l'attuale San Vicente.
Nel medioevo, che fu il periodo di maggior splendore, la città fu importante tappa del Cammino di Santiago di Compostela traendone benefici economici. Alfonso I fece ripopolare la zona, costruire il centro storico del capoluogo e il castello. Il primo documento scritto su San Vicente è del XIII secolo e fu redatto in occasione della concessione da parte del re Alfonso VIII del Fuero cioè dello statuto comunale con i doveri verso la monarchia e i diritti e le prerogative del comune.
Nel XVII secolo gli incendi, le guerre e la peste causarono un progressivo regresso da cui San Vicente si riprese solo nel XIX secolo. L'avvento del turismo di massa è stato da impulso all'economia migliorando i servizi e le vie di comunicazione.
Il capoluogo è stato dichiarato Bien de Interès Cultural de Cantabria e il suo centro storico Conjunto de interès historico artistico.

## Monumenti e luoghi d'interesse
- Hospital de la Concepcion, dei secoli XV e XVI. Fu ospedale ed ostello per i pellegrini verso Santiago.
- Convento de San Luis, del XV secolo.
- La Muralla cinta muraria medievale merlata di cui restano parti assieme a parte del Castello della stessa epoca.
- Puente de la Maza, del XV secolo, ponte in pietra costruito dove esisteva un antecedente ponte di legno.
- Torre del prebosto, torre medievale che, secondo la tradizione, fu sede del prebosto ossia dell'esattore delle imposte a favore del re.
- Iglesia de N.tra S.ra de los Angeles, chiesa romanico-gotica  dei secoli XIII e XIV.

Dal punto di vista paesaggistico ed ecologico sono notevoli il Cabo de Oymbre, capo a picco sulla costa con ampia vista panoramica, il Mirador de Santillana, con vista su S. Vicente e sulla sua Ria, le marismas (maremme paludose) di Rubin allo sbocco del fiume Escudo nella Ria di San Vicente de la Barquera e quella di Pombo allo sbocco del fiume Gandarilla.
San Vicente è inoltre al centro del Parque Natural de Oymbre, e il territorio comunale comprende diversi chilometri di spiagge, tutte più volte insignite dalla bandiera blu a testimoniare la buon qualità delle acque e le buone attrezzature per la balneazione.

## Feste
Oltre alle diverse feste patronali nei borghi del comune e alle celebrazioni della Semana Santa sono da ricordare: la Barquera y el Mozucu che si svolge dal 7 al 9 settembre con diverse manifestazioni popolari e l'offerta gratuita ai presenti del sorropotun, piatto marinaro tipico di San Vicente, la Fiesta de san Vicente Martire il 22 gennaio, la Fiesta del Carmen che si svolge nella zona del porto il 16 luglio con balli e varie manifestazioni ludiche, la Folìa, festa dichiarata d'interesse turistico nazionale che si effettua la domenica successiva di Pasqua con diverse manifestazioni fra le quali spicca la processione marittima preceduta da una barca che porta la statua della Madonna seguita da tutte le barche del porto imbandierate.
Questa festa è in onore della Madonna, in ricordo di quando, secondo la tradizione, giunse a San Vicente una barca senza remi né rematori che portava l'immagine della Madonna. Infine va segnalato il Certamen Nacional de la Cancion Marinera, gara di canzoni marinare che si svolge nella prima settimana di luglio con grande partecipazione di gruppi musicali di tutta la Spagna.